# César Bejarano
César Amilcar Bejarano Filippi (ur. 28 czerwca 1941 w Asunción) – paragwajski szermierz, olimpijczyk.
Bejarano wziął udział w igrzyskach w Montrealu (1976). Wystartował wyłącznie w szpadzie, odpadając w pierwszej rundzie eliminacyjnej (łącznie dało mu to 38. miejsce). W 6 stoczonych pojedynkach grupowych pokonał tylko Taja Taweewata Horrapuna. 
W latach 2005–2010 był członkiem zarządu CAJUBI, czyli paragwajskiego funduszu emerytalno-rentowego. W 2019 roku wraz z kilkoma innymi osobami (byłymi prezesami i członkami zarządu) został skazany na 12 lat więzienia za malwersacje finansowe.